# 台东胡椒
台灣胡椒，中國命名台东胡椒，别名菲律宾胡椒（学名：Piper philippinum），为胡椒科胡椒属的植物。分布于台灣、菲律宾等地，一般生长在低山密林中，目前已由人工引种栽培。
台灣胡椒在台灣本屬中是唯一直立，亚灌木型態生長的胡椒。